# Terrest
Terrest is een gehucht in de Belgische gemeente Houthulst. Het ligt iets ten noordoosten van het dorpscentrum van Houthulst, en is er tegenwoordig mee vergroeid. Het gehucht ligt op een hoogte, een 15-tal meter boven de onmiddellijke omgeving, als deel van de Rug van Westrozebeke.

## Geschiedenis
Uit 1686 dateert een vermelding van de "molen te Terrest bij Clercken". Op de "Carte des Environs de Dunkerque, Bergue, Gravelines, St Omer, Aire, Lille, Menin, Ypres, Dixmund", een kaart uit 1743 staat de plaats weergegeven als "Ter Heest", maar deze kaart kan een vroegere toestand weergeven en het is onduidelijk of er al van een gehucht sprake was. Op een Ferrariskaart uit 1770-1778 staat een "Ter Heist Molen".
Het gehucht ontwikkelde zich vooral in de 19de eeuw aan de bosrand van het Bos van Houthulst. In de tweede helft van de 19de eeuw ontwikkelde zich uiteindelijk het dorp Houthulst zelf, waarmee Terrest uiteindelijk zou vergroeien. Op de hoogte van Terrest stonden tot voor de Eerste Wereldoorlog twee windmolens. Bij het begin van de oorlog namen de Duitsers de molens in als observatiepost. De Belgische soldaten heroverden de molens, maar na beschietingen van de Duitsers brandden deze af.
In 1928 werd Houthulst als zelfstandig gemeente afgescheiden van Klerken, en zo kwam Terrest grotendeels bij Houthulst. Een deel van het gehucht lag echter op het grondgebied van Zarren. Dit werd in 1970, samen met een deel van Staden bij Houthulst gevoegd.

## Naam
Hoewel de naam vroeger als "Ter Hees" of "Ter Heist" werd vermeld, bestaan er enkele theorieën en legenden omtrent de afkomst.

### Ter Herst
Een van de mogelijke verklaringen is dat de naam is ontstaan uit Ter Herst. Een herst heeft dan de betekenis van een heuvelrug. De heuvel Terrest ligt 35 meter boven de zeespiegel en geeft daarom een mooi beeld op de omgeving. De mensen konden dus de omgeving zien "op de heuvelrug" of "Ter Herst". Deze verklaring zou logisch zijn.

### Terra Est
Een legende gaat ook dat Julius Caesar er zou zijn geweest. Hij zocht samen met zijn manschappen naar land. De hoger gelegen heuvel Terrest zouden ze hebben zien liggen. Hierop riep Julius Caesar uit: "Terra est!", ofwel "daar is land".

### Ter Rest
De mondelinge overlevering leert echter dat het ook kan gaan om een restje van het dorp. Houthulst zag vele zigeuners naar zijn grondgebied komen. Deze zigeuners werden niet altijd warm onthaald. Vaak werden ze verdreven naar de uithoek van het dorp. Zij waren dus de "restenaars", de rest van de bevolking, en zij vestigden zich op de hoogte.
Die zigeunerinvloed vindt men nu nog terug in de straatnamen. Bepaalden gingen immers messen slijpen, de straat waar zij zich vooral vestigden werd dan de Slijpstraat genoemd. "Slijp" staat echter ook voor een wegel in het bos, een pad dat twee stukken grond in twee snijdt.